# اردمان نيوميستر
اردمان نيوميستر (بالألمانية: Erdmann Neumeister)‏ (و. 1671 – 1756 م) هو كاتب، وثيولوجي، وlibrettist، وشاعر من ألمانيا . ولد في Uichteritz .
توفي في هامبورغ.

## روابط خارجية
- اردمان نيوميستر على موقع الموسوعة البريطانية (الإنجليزية)
- اردمان نيوميستر على موقع ميوزك برينز (الإنجليزية)
- اردمان نيوميستر على موقع ديسكوغز (الإنجليزية)